# 운명의 룰렛을 돌리며
〈운명의 룰렛을 돌리며〉(일본어: 運命のルーレット廻して)는 일본의 밴드 ZARD의 25번째 싱글 앨범으로, 1998년 9월 17일 발매되었다. (8cm CD: JBDJ-1041) 곡의 작사는 사카이 이즈미가, 작곡은 쿠리바야시 세이이치로(栗林誠一郎)가, 편곡은 이케다 다이스케(池田大介)가 맡았다. 이 곡은 ZARD의 곡 중에서 가장 많은 편곡이 존재하는 노래 중 하나인데, 1998년 4월 후루이 히로히토가 곡의 첫 편곡을 한 뒤로, 모두 18개의 타입이 만들어졌다. 이케다 다이스케가 3번째 편집을 하며 후루이의 것보다 템포와 곡의 사이즈를 변경했는데, 여기에 좀더 템포와 사이즈를 바꾼 뒤, 간주를 편곡한 뒤 소절을 잘라낸다던가, 인트로를 스페인 풍으로 변경하는 등의 편집을 마친 13번째 타입에, 사카이 이즈미가 드럼의 음색을 바꿔 넣자는 제안이 수용된 '13-2 타입'으로 싱글이 발매되었다. 이런 작업으로 인해 원래 9월 9일 발매될 예정이었으나, 본인들이 납득할만한 곡이 나오지 않아서 발매일자를 17일로 연기하기도 했다. (제 1판의 자켓에는 발매일이 9월 9일로 표기되어 있다.) 이 곡은 TV 애니메이션 《명탐정 코난》의 주제가로도 사용되었다. 한편 2016년, ZARD와 같은 음반제작사에 소속된 La PomPon이 이 곡을 리메이크 했으며, 리메이크 곡 역시 《명탐정 코난》에 삽입되었다.
B사이드 곡은 〈소녀 시절로 되돌아간 것처럼〉(少女の頃に戻ったみたいに)이며, 작곡은 사카이 이즈미가, 작곡은 오노 아이카(大野愛果)가, 편곡은 이케다 다이스케가 맡았다. 오노 아이카가 ZARD에게 작곡해준 첫 번째 곡이며, 1998년 1월 작곡이 완료되었다. (1998년 2월, 오노는 한 달만에 41번째 싱글 A사이드 곡인 〈슬퍼하는 만큼 그대가 좋아요〉를 작곡하기도 했다.)
싱글은 오리콘 주간 싱글차트에서 1위에 올랐고, 9주간 차트에 머물렀다.

## 수록곡
| #            | 제목                                                           | 작사          | 작곡                  | 편곡  | 재생 시간 |
| ------------ | -------------------------------------------------------------- | ------------- | --------------------- | ----- | --------- |
| 1.           | 〈〈운명의 룰렛을 돌리며〉〉 (運命のルーレット廻して)          | 사카이 이즈미 | 쿠리바야시 세이이치로 | 5:03  |           |
| 2.           | 〈〈소녀 시절로 되돌아간 것처럼〉〉 (少女の頃に戻ったみたいに) | 사카이 이즈미 | 오노 아이카           | 5:13  |           |
| 3.           | 〈〈운명의 룰렛을 돌리며〉〉 (Original Karaoke)                |               | 쿠리바야시 세이이치로 | 4:59  |           |
| 총 재생 시간 | 총 재생 시간                                                   | 총 재생 시간  | 총 재생 시간          | 15:16 |           |

## 참고 문헌
- Being (감수) (2007). 《きっと忘れない: ZARD OFFICIAL BOOK》. J-ROCK 매거진. ISBN 9784916019493.